# Ligne 13 du métro de Pékin
La ligne 13 est l'une des 25 lignes du réseau métropolitain de Pékin, en Chine. 

## Histoire
Bien qu'elle porte le numéro 13, il s'agit en réalité de la troisième ligne du métro de Pékin mise en service. La raison de cette numérotation vient du fait que cette ligne n'était initialement pas prévue dans le projet du métro de Pékin planifié en 1990 qui ne comportait que douze lignes. 
Elle est mise en service le 28 septembre 2002 entre Xizhimen et Huoying, avant d'être prolongée jusqu'à Dongzhimen le 28 janvier 2003, formant ainsi une semi-rocade au nord de Pékin. 

## Tracé et stations

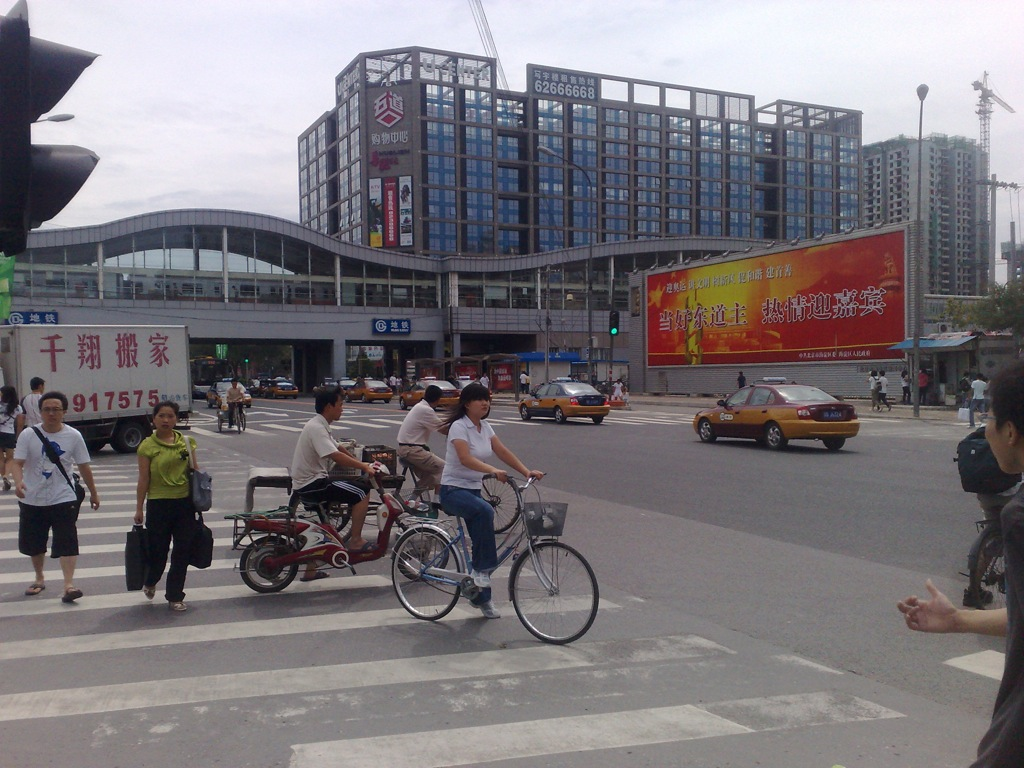
Station Wudaokou

La ligne dont le tracé à la forme d'un U inversé relie Xizhimen à Dongzhimen en desservant les banlieues résidentielles des districts de Changping, Chaoyang et Haidian, au nord de l'agglomération. La plus grande partie de la voie est située en surface ou en aérien, ainsi que 15 stations sur 16, à l'exception de Dongzhimen. Elle est en correspondance avec les lignes 2, 4, 5, 8, 10, 15, Capital Airport Express et Changping. La ligne présente la particularité d'être en correspondance à ses deux terminus avec la ligne 2, première ligne circulaire de Pékin.

## Projets de développement
La ligne sera scindée en deux lignes distinctes, renommés 13A et 13B, qui se croiseront à la station Longze. Les deux tronçons seront alors prolongés pour une desserte plus fine des quartiers nord de Pékin. Le but de ce projet est de mieux desservir les quartiers résidentiels de Huilongguan et Tiantongyuan, les deux plus grands quartiers résidentiels au monde, et de désengorger l'actuelle ligne 13 qui est totalement saturée aux heures de pointe.